# بلينة بيروية
بلينة بيروفية (الاسم العلمي:Plinia peruviana) هي نوع من النباتات يتبع جنس البلينة من الفصيلة الآسيّة.